# Lastauroides albomarginatus
Lastauroides albomarginatus är en tvåvingeart som beskrevs av Carrera 1949. Lastauroides albomarginatus ingår i släktet Lastauroides och familjen rovflugor. Inga underarter finns listade i Catalogue of Life.